# Магнуссен, Карен
Карен Магнуссен (англ. Karen Magnussen; 4 апреля 1952, Ванкувер) — канадская фигуристка, выступавшая в женском одиночном катании, чемпионка мира 1973 года, серебряный призёр Олимпийских игр 1972 года. Награждена Орденом Канады.
В честь Магнуссен назван рекреационный центр в Ванкувере.

## Биография
Карен Магнуссен родилась и выросла в Ванкувере. Впервые она выступила на публике в возрасте шести лет. Магнуссен добилась признания на национальном уровне, выиграв канадский юниорский чемпионат в 1965 году и заняв четвёртое место на «взрослом» чемпионате четыре года спустя. На своём первом чемпионате мира в 1967 году она стала двенадцатой. Прорыв произошёл в 1968 году, когда спортивную карьеру окончила лидер канадской сборной по фигурному катанию Петра Бурка. В этом году Магнуссен впервые стала чемпионкой своей страны и заняла седьмое место на зимних Олимпийских играх в Гренобле. Тогда фигуристке было всего лишь 15 лет. В следующем году спортсменка смогла стать лишь второй на чемпионате Канады. Перед чемпионатом мира Магнуссен страдала от нестерпимых болей в ногах, а после врачебного осмотра выяснилось, что фигуристка получила тяжелую травму. По словам врачей, о возвращении в спорт не могло быть и речи, однако, спортсменка смогла вернуться на лёд.
Год спустя она снова стала национальной чемпионкой и завоевала первую медаль чемпионатов мира — бронзу. Магнуссен зарекомендовала себя хорошим многоборцем — и обязательные фигуры, и произвольную программу исполняла на высшем уровне. Она представляла страну на Олимпийских играх 1972 года, будучи знаменосцем сборной Канады. Там Магнуссен поднялась на вторую ступень пьедестала. В 1972 году она заняла второе место на чемпионате мира. После чемпионата мира 1973 года, на котором фигуристка одержала победу, она завершила любительскую карьеру и ушла в профессионалы. До 1977 года она выступала с шоу Ice Capades. Затем Магнуссен переехала в Бостон, где занялась тренерской работой. Эту же деятельность она продолжила после возвращения Ванкувер, где проживает до настоящего времени. Она основала фонд поддержки молодых фигуристов — Karen Magnussen Foundation.

## Достижения
| Соревнование                   | 1967 | 1968 | 1969 | 1970 | 1971 | 1972 | 1973 |
| ------------------------------ | ---- | ---- | ---- | ---- | ---- | ---- | ---- |
| Зимние Олимпийские игры        |      | 7    |      |      |      | 2    |      |
| Чемпионаты мира                |      | 7    |      | 4    | 3    | 2    | 1    |
| Северо-американские чемпионаты |      |      | 2    |      | 1    |      |      |
| Чемпионаты Канады              | 2    | 1    | 2    | 1    | 1    | 1    | 1    |